# Petrejoides caldasi
Petrejoides caldasi is een keversoort uit de familie Passalidae. De wetenschappelijke naam van de soort is voor het eerst geldig gepubliceerd in 1994 door Reyes-Castillo & Pardo.